# Wisteria floribunda
Il glicine giapponese (Wisteria floribunda (Willd.) DC.) è una pianta rampicante della famiglia delle Fabacee, nativa del Giappone.

## Storia
Venne importata dal Giappone negli Stati Uniti negli anni '30 dell'Ottocento, giungendo in contemporanea anche in Europa dove venne importata dal botanico bavarese Philipp Franz von Siebold, ma a causa della guerra col Belgio essa non poté essere studiata a fondo e molte piante coltivate sperimentalmente andarono distrutte. Gli studi vennero ripresi poco dopo dal botanico svizzero Augustin Pyrame de Candolle il quale fu il primo a distinguerla dalla Wisteria sinensis e a darle il nome di Wisteria floribunda per l'abbondanza di fiori che la contraddistinguono.

## Descrizione
La Wisteria giapponese può crescere in lunghezza anche per 30 metri attraverso tralci potenti annodati su sé stessi in senso orario (al contrario della Wisteria cinese dove essi sono annodati in senso antiorario). Le foglie sono piccole, di colore verde chiaro, pinnate, di 10–30 cm di lunghezza. Le foglie dispongono di 9-13 pinnule, ciascuna di 2–6 cm di lunghezza. I frutti sono composto da dei baccelli di colore marrone, velenosi, di 5–10 cm di lunghezza che maturano in estate e persistono per tutto l'inverno. La pianta può vivere anche oltre i 50 anni.
Wisteria floribunda presenta delle somiglianze con Wisteria sinensis (Wisteria cinese).

### Infiorescenza
L'infiorescenza di Wisteria floribunda è la più appariscente di tutto il genere Wisteria, con racemi di fiori particolarmente lunghi che possono raggiungere anche i 40 cm (in particolare nella varietà Lilac Rose). Su ogni pedicello, la pianta porta 60-80 singoli fiori. Questi racemi possono essere di colore variabile dal bianco, al rosa, al violetto, al blu e fioriscono da inizio-metà primavera in poi. I fiori hanno un profumo singolare, simile a quello dell'uva. La fioritura prematura della Wisteria giapponese può creare dei problemi nelle aree a clima temperato dove delle gelate possono distruggere le gemme dei fiori dell'annata: rispetto agli altri glicini orientali, infatti, la Wisteria floribunda ha un periodo di fioritura medio-precoce (metà aprile) con una durata di 15-20 giorni.

## Coltivazione
La coltivazione di Wisteria floribunda è piuttosto semplice in quanto l’apparato radicale si adatta a tutti i tipi di terreno anche se, in quelli particolarmente calcarei, può far presentare sintomi di clorosi alle foglie; predilige quindi terreni profondi, freschi e ben drenati.
Essendo una pianta eliofila l'esposizione ottimale è quella a sud. La pianta sopravvive tranquillamente anche a climi che giungono sino ai -20 °C.
Disponendo di un'infiorescenza lunga, la Wisteria floribunda è particolarmente adatta per coprire pergolati, offrendo un'ottima copertura vegetale unita a molto colore e profumo. La pianta è ad ogni modo particolarmente versatile e può essere coltivata tranquillamente anche contro un muro, oppure su una colonna o su un palo; a seconda delle preferenze può essere coltivata anche a cespugli, ad alberello o come bonsai.

### La potatura
La potatura annuale è necessaria per il mantenimento in ordine della pianta e si effettua in due periodi dell'anno: la prima, a fine inverno, accorciando i rami sviluppatisi l'anno precedente lasciando 4-6 gemme per ciascun ramo, mentre la seconda potatura (detta "verde") si compie a luglio e consiste nell'asportare gli eventuali polloni e stoloni sviluppatisi alla base della pianta ma, soprattutto, accorciando i rami a circa 40 cm (8-10 gemme).

## Cultivar
Wisteria floribunda presenta le seguenti cultivar:
1. Shiro Noda, Snow Showers o Longissima Alba[5] - con fiori lunghi e di colore bianco
2. Kuchibeni o Carnea - con fiori rosa
3. Domino[6] - con fiori lilla pallido
4. Honbeni o Rosea[7] - con fiori rosa pallido puntati di viola, mediamente di 18 cm di lunghezza
5. Issai Perfect - fiori color lavanda chiaro
6. Ito Koku Riu o Royal Purple - fiori blu scuro o viola, con racemi di fiori di 30–50 cm di lunghezza
7. Jako o Ivory Tower
8. Kokuryu[8] - con fiori viola
9. Lawrence[9] - con fiori viola chiaro, decorati di viola scuro
10. Longissima Kyushaku - con fiori viola color malva e racemi che vanno dagli 1.8 metri[10] ai 2,13 metri di lunghezza[11]
11. Macrobotrys o Longissima - con fiori viola-rosso della lunghezza di circa 1 metro
12. Macrobotrys Cascade - con fiori bianchi e rosa, con crescita vigorosa
13. Multijuga[12] - con fiori viola contraddistinti da segni più scuri
14. Nana Richins Purple - con fiori viola
15. Nishiki - con foglie variegate
16. Plena o Violaceae Plena - con fiori blu in fioriture dense
17. Praecox o Domino - con fiori viola
18. Violacea Plena - con fiori doppi viola, a forma di rosetta
19. White with Blue Eye - nota anche come Sekines Blue - molto profumata[13]

## Galleria d'immagini

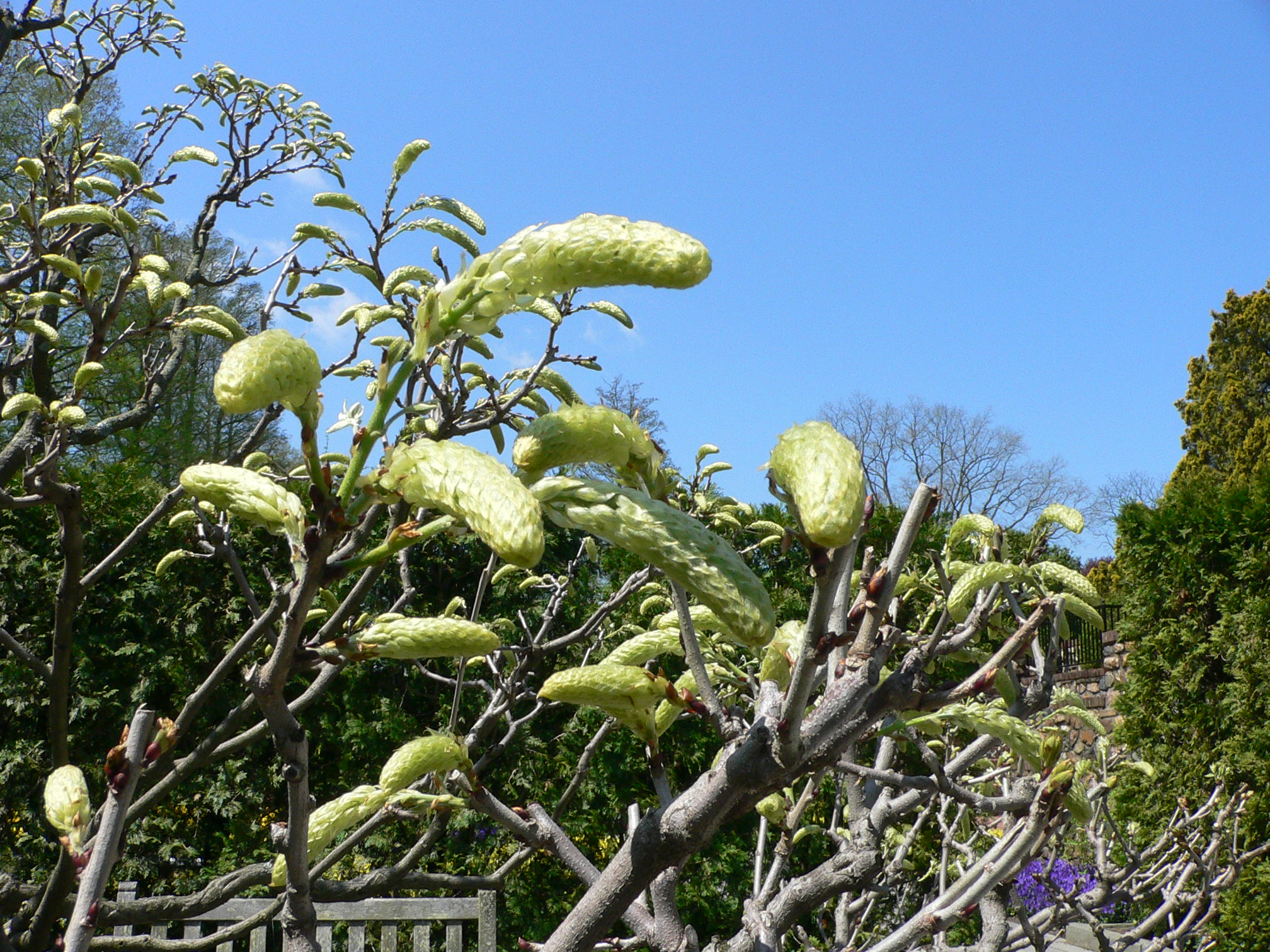
Racemi con gemme di fiori
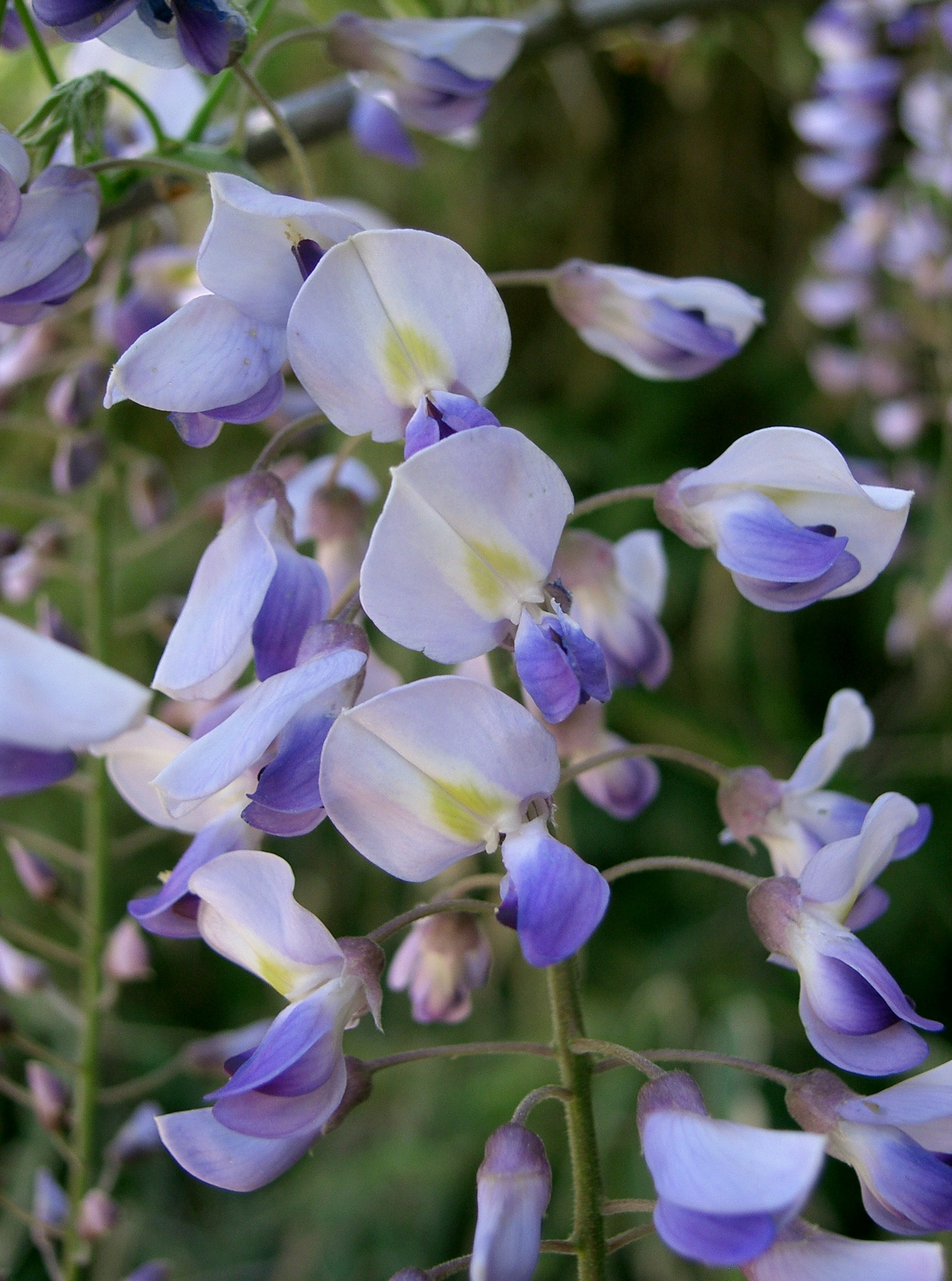
Fiori
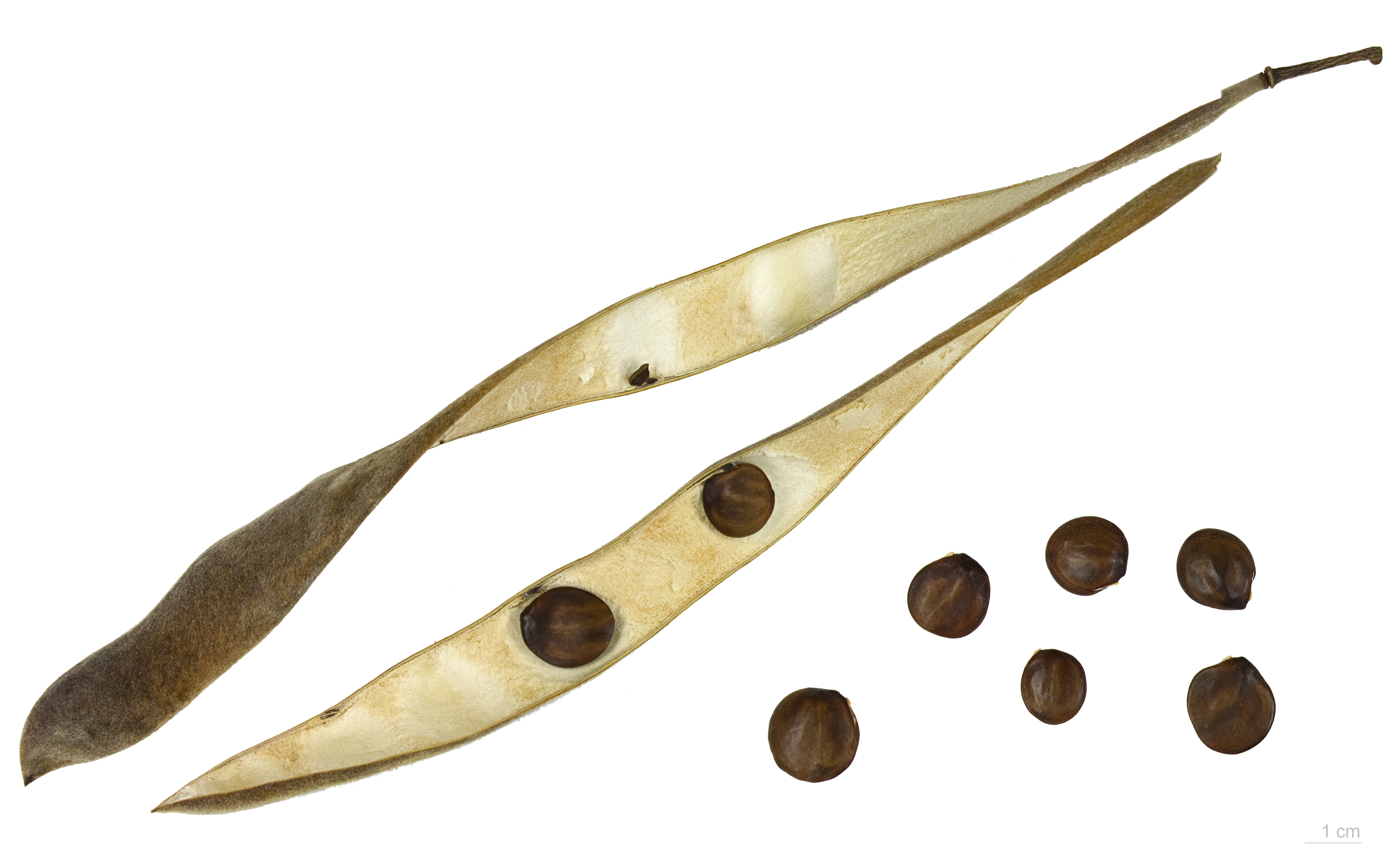
Semi (Museo di Tolosa)
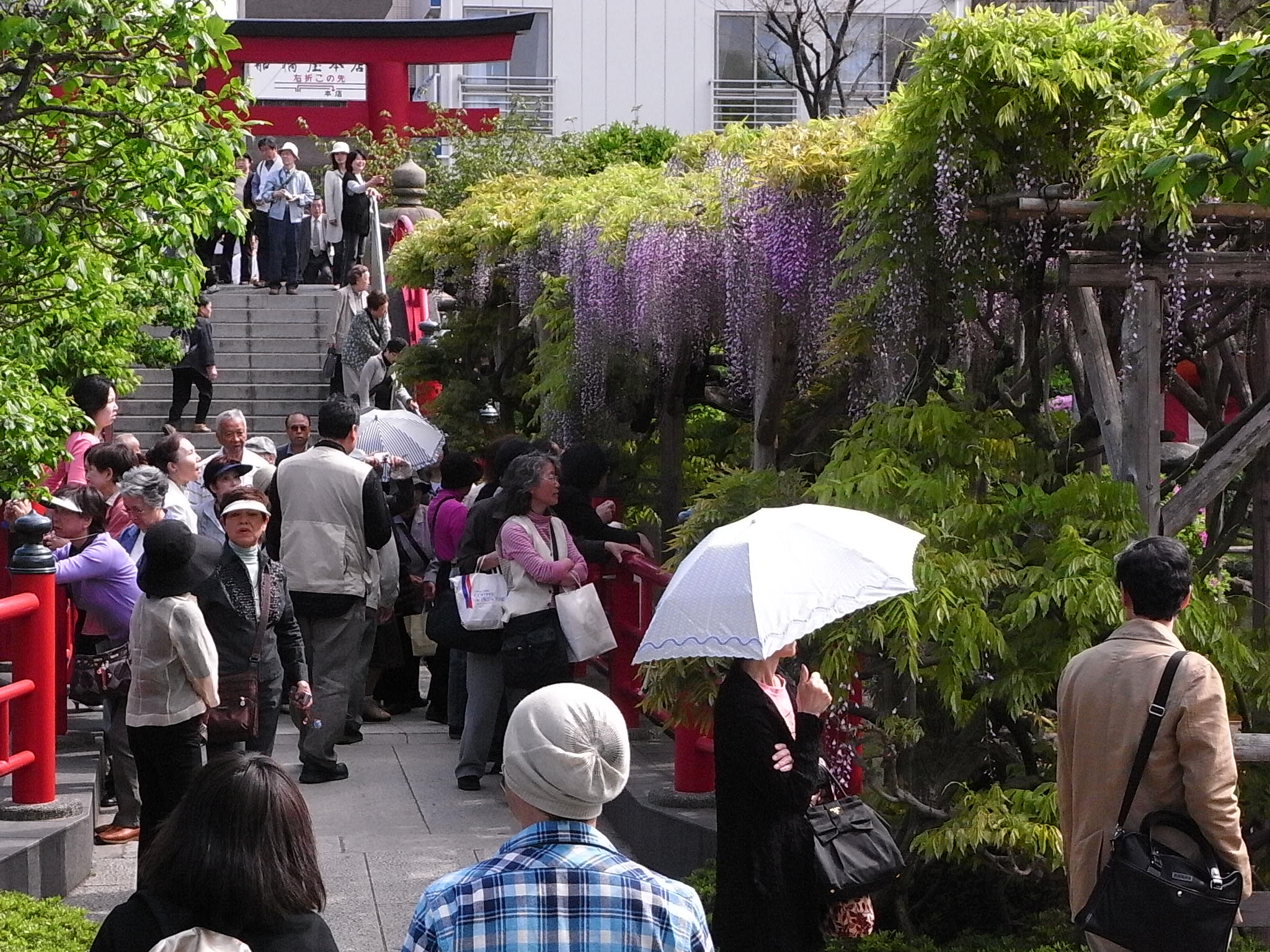
Pergolato di Wisteria floribunda al Santuario di Kameido Tenjin